# ولادیمیر گرویسمن
ولادیمیر گرویسمن (اوکراینی: Володимир Борисович Гройсман؛ زادهٔ ۲۰ ژانویهٔ ۱۹۷۸) یک سیاست‌مدار اهل اوکراین است. وی در تاریخ ۱۴ آوریل ۲۰۱۶ به نخست‌وزیری اوکراین رسید. گرویسمن از مارس ۲۰۰۶ تا فوریه ۲۰۱۴ شهردار وینیتسیا بود.